# Cicuta
Cicuta is een geslacht van vier soorten giftige planten uit de schermbloemenfamilie (Umbelliferae of Apiaceae).
De planten komen van nature voor in de gematigde gebieden van het noordelijk halfrond, vooral in Noord-Amerika. Het zijn eenjarige, kruidachtige planten die 1-2 m hoog worden. De soorten groeien in natte weilanden, langs oevers van beken en andere natte en moerassige biotopen.

## Kenmerken
De stengels zijn glad, vertakt, opgezwollen bij de basis, paars gestreept of (alleen Cicuta malculata) gevlekt, en hol op aanhechtingsplaats van de bladvoet na. De bladen staan verspreid, drievoudig gedeeld en ruw getand. De bloemen zijn wit, klein en in schermen gegroepeerd zoals in de schermbloemfamilie gebruikelijk is. De stengels en wortels geven bij breuk een gele, olieachtige vloeistof af.
De wortel is dodelijk giftig! De giftigheid wordt veroorzaakt door polyynen, in het bijzonder de stof cicutoxine.

## Soorten
- Cicuta bulbifera L.
- Cicuta douglasii (DC.) J.M.Coult. & Rose
- Cicuta maculata L.
- Cicuta virosa L. - Waterscheerling

In België en Nederland komt alleen de volgende soort in het wild voor:
- Waterscheerling (Cicuta virosa)

In Noord-Amerika kan men hiernaast nog aantreffen:
- Cicuta bulbifera
- Cicuta douglasii
- Cicuta maculata

## Ecologische aspecten
De planten in dit geslacht zijn waardplant voor onder meer Agonopterix ciliell en Depressaria daucella.